# 4-雄烯二醇
4-雄烯二醇（英語：4-Androstenediol，也被称为雄甾-4-烯-3β,17β-二醇，androst-4-ene-3β,17β-diol）是一种可以转化为睾酮的雄烯二醇，由于使用了不同的酶途径，其转化率约为15%，是4-雄烯二酮的三倍。
相比通常的5-雄烯二醇，4-雄烯二醇在结构上与睾酮更为接近，具有较弱的雄激素活性，可以作为雄激素受体的部分激动剂。由于其较低的效能，在有睾酮或双氢睾酮（DHT）这样的完全激动剂存在时，4-雄烯二醇起到的是类似抗雄激素的竞争性拮抗剂的作用。
4-雄烯二醇也是一种非常弱的雌激素，相比雌二醇，对雌激素受体ERα和ERβ仅有0.5% 和 0.6% 的亲和性。